# 岡山村中国人行商人殺人事件
岡山村中国人行商人殺人事件（おかやまむらちゅうごくじんぎょうしょうにんさつじんじけん）は、1929年（昭和4年）に福岡県八女郡岡山村（現在の八女市）で発生した強盗殺人事件。最初に海軍機関兵が逮捕起訴され有罪判決が確定したものの、後に真犯人が判明し冤罪が証明された事件でもある。

## 事件の概要
1929年（昭和4年）10月26日、岡山村の山林で中国人小間物行商人（当時26歳）が殺害され、現金50円と為替手形といった金品が奪われた。警察は現場近くに落ちていた袋の宛名から、佐世保海兵団所属の二等機関兵を被疑者とした。彼は窃盗罪で軍法会議にかけられていた最中に逃亡した脱走兵であった。翌年1月6日に逮捕され、5月10日に軍法会議で強盗殺人罪で無期懲役が宣告されたが、中国人殺害については一貫して否認していた。

## 冤罪
1931年になって、福岡市内で強盗を働いた2人組が中国人殺害を認める自白をした。2人の供述とおり久留米市内の時計屋に修繕に出していた中国人から奪った時計が発見され、真犯人が判明した。2人組に対して1932年4月21日に福岡地方裁判所は無期懲役を宣告した。
一方の収監されていた海軍機関兵については、軍法会議検察官から再審請求され、無罪が確定した。なお、この事件では2人組が犯行後に脱ぎ捨てたと見られる衣服の届出が警察にあったにもかかわらず、警察が証拠として重要視せず紛失していた不手際があったことが判明した。